# Негатуров, Вадим Витальевич
Вади́м Вита́льевич Негату́ров (5 декабря 1959 — 2 мая 2014) — украинский поэт и общественный деятель, активный участник столкновений в Одессе. Погиб в ходе пожара в одесском Доме профсоюзов.

## Биография
Родился в Одессе. Окончил общеобразовательную школу с золотой медалью.
В 1977 году поступил в Одесский государственный университет, где изучал прикладную математику.
В 1982 году окончил университет, получив диплом с отличием. Прошел двухлетнюю армейскую службу на офицерской должности. После демобилизации работал инженером машиностроительного завода и заведующим научной лаборатории.
В 1993 году с отличием окончил Одесский Институт народного хозяйства по специальности «экономика и управление производством». Учился на курсах брокера фондовых операций при Украинской Коммерческой Школе в Киеве, получил сертификат специалиста по торговле ценными бумагами Государственной комиссии по ценным бумагам и фондовому рынку Украины. По специальности работал ведущим специалистом Морского транспортного банка, заместителем директора Черноморского регионального инвестиционного фонда, директором Одесского приватизационного центра.
В 2002 году подтвердил квалификацию специалиста фондового рынка в Украинском институте развития фондового рынка при Киевском национальном экономическом университете.
В 2003 году назначен вице-президентом Транспортной Инвестиционной Группы (ТИГр). Занимался финансовым, фондовым и корпоративным консалтингом, курировал инвестиционные проекты группы и разработку бизнес-планов.
С начала 2000-х годов публиковал собственные стихи, участвовал в поэтических конкурсах и литературных премиях.

## Творчество и оценки
В совершенстве, по собственным словам, владел украинском языком, однако первоначально печатался, в основном, в русскоязычной прессе России и Украины: петербургских изданиях «Невский альманах» и «Легенс», сборнике поэзии «Огни Гавани», международном альманахе «Litera» (Польша), российских журналах «Меценат и Мир», «Южная Звезда», «Таёжный Костер».
В его творчестве представлены духовная, гражданская и религиозная лирика, сатирическая поэзия и музыкальные произведения. Он профессионально переводил тексты англоязычных песен для российских мюзиклов и музыкальных театров. Сотрудничал с Георгием Солодченко и другими петербургскими композиторами.
Состоял в литературном объединении имени Ивана Домрина (Одесса), был действительным членом Академии русской словесности и изящных искусств имени Гавриила Державина (Санкт-Петербург).
В 2012 году получил специальный приз четвёртого международного литературного конкурса «Цветаевская Осень».
В 2013 и 2014 году стал лауреатом всероссийского форума гражданской поэзии «Часовые памяти» и победителем конкурса коротких поэтических поздравлений с Днем победы. Отказался от положенной победителю денежной премии. Стихи Вадима Негатурова на конкурсе миниатюр «С Днем Победы, Россия!» были представлены на торжественном приеме в Кремле.
Критик Дмитрий Кузьмин в 2014 году в связи с гибелью Негатурова охарактеризовал его как «графомана с сайта Стихи.ру» и назвал его стихотворение «Марш Куликова поля» «фашистским».

## Антимайдан и гибель
До политического кризиса на Украине был настроен оппозиционно по отношению ко всем политическим силам страны, включая режим президента Виктора Януковича, которому посвятил ряд сатирических стихотворений. Являлся сторонником интеграции Украины, России и Беларуси, придерживался православно-консервативных взглядов.
После начала столкновений между сторонниками Евромайдана и «Русской весны» вместе с руководителем поэтической студии «Феникс» Виктором Гунном стал одним из лидеров одесских пророссийских протестов на Куликовом поле.
2 мая 2014 года площадь стала центром вооружённого противостояния, приведшего к многочисленным жертвам (включая 44 убитых). По словам родственников, Негатуров приехал к месту столкновений, чтобы спасти православные иконы, хранившиеся в палатке-церкви на территории лагеря. По дороге он случайно встретил свою дочь, которой отдал ключи от дома и деньги, оставив себе только паспорт. После атаки сторонников единой Украины вместе с другими пророссийскими активистами оказался в здании Дома профсоюзов, которое затем загорелось. Виктор Гунн погиб в огне, Вадим Негатуров погиб в больнице от ожогов.
Скончался в тот же день в реанимации одесской городской клинической больницы № 10 от ожогов. Похоронен на Троицком кладбище в Одессе.

## Наследие и оценки
Отец троих дочерей — Надежды, Ксении и Анастасии. Младший брат Александр Негатуров — президент Украинской лиги каратэ и детского спортивного клуба «Тигрёнок». Его сыновья Игорь и Дмитрий — также заметные украинские каратисты, Дмитрий по состоянию на 2025 год исполняющий обязанности главного тренера молодёжной сборной Украины.
В 2014 году по инициативе российского писателя Сергея Шаргунова в память о Негатурове была учреждена литературная премия «Куликово поле», её лауреатами стали Денис Гуцко, Дмитрий Новиков и Николай Зиновьев.